# 沙扬
沙扬（法語：Chailland，法語發音：[ʃajɑ̃]）是法国马耶讷省的一个市镇，属于马耶讷区。

## 地理
沙扬（48°13'26"N, 0°52'23"W）面积35.86 平方千米，位于法国卢瓦尔河地区大区马耶讷省，该省份为法国西北部内陆省份，北起芒什省和奧恩省，西接伊勒-维莱讷省，南至曼恩-卢瓦尔省，东临萨尔特省。
与沙扬接壤的市镇（或旧市镇、城区）包括：昂杜耶、拉巴科尼耶尔、拉比戈蒂耶尔、蒙特奈、普拉塞、圣日耳曼勒纪尧姆、曼恩地区圣伊莱尔。

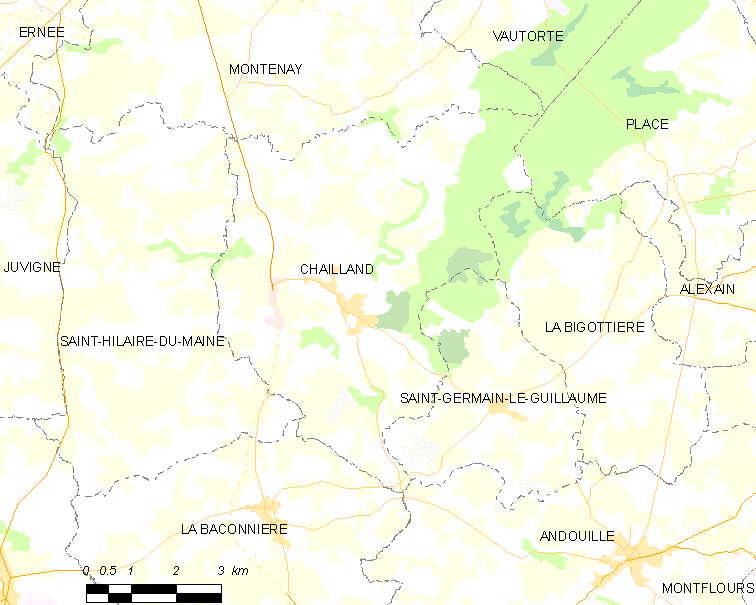
沙扬的OSM定位图

沙扬的时区为UTC+01:00、UTC+02:00（夏令时）。

## 行政
沙扬的邮政编码为53420，INSEE市镇编码为53048。

## 政治
沙扬所属的省级选区为埃尔内县。

## 人口

1962-2008年间沙扬人口变化图示

沙扬于2022年1月1日时的人口数量为1173人。